# Bulla striata
Bulla striata is een in zee levende slakkensoort die behoort tot de familie Bullidae.

## Kenmerken
Een grote slak met een stevige, gepigmenteerde uitwendige schelp die te klein is om het hele dier te kunnen huisvesten. De schelp wordt tot 36 mm groot. Bij kruipende dieren zijn prominente, gefranjerde of gelobde parapodia te zien.
Tussen zeegrassen op ondiepe, zandige kusten in de Middellandse Zee, en Atlantische Oceaan tot de Canarische Eilanden en de Azoren.

var. adansoni
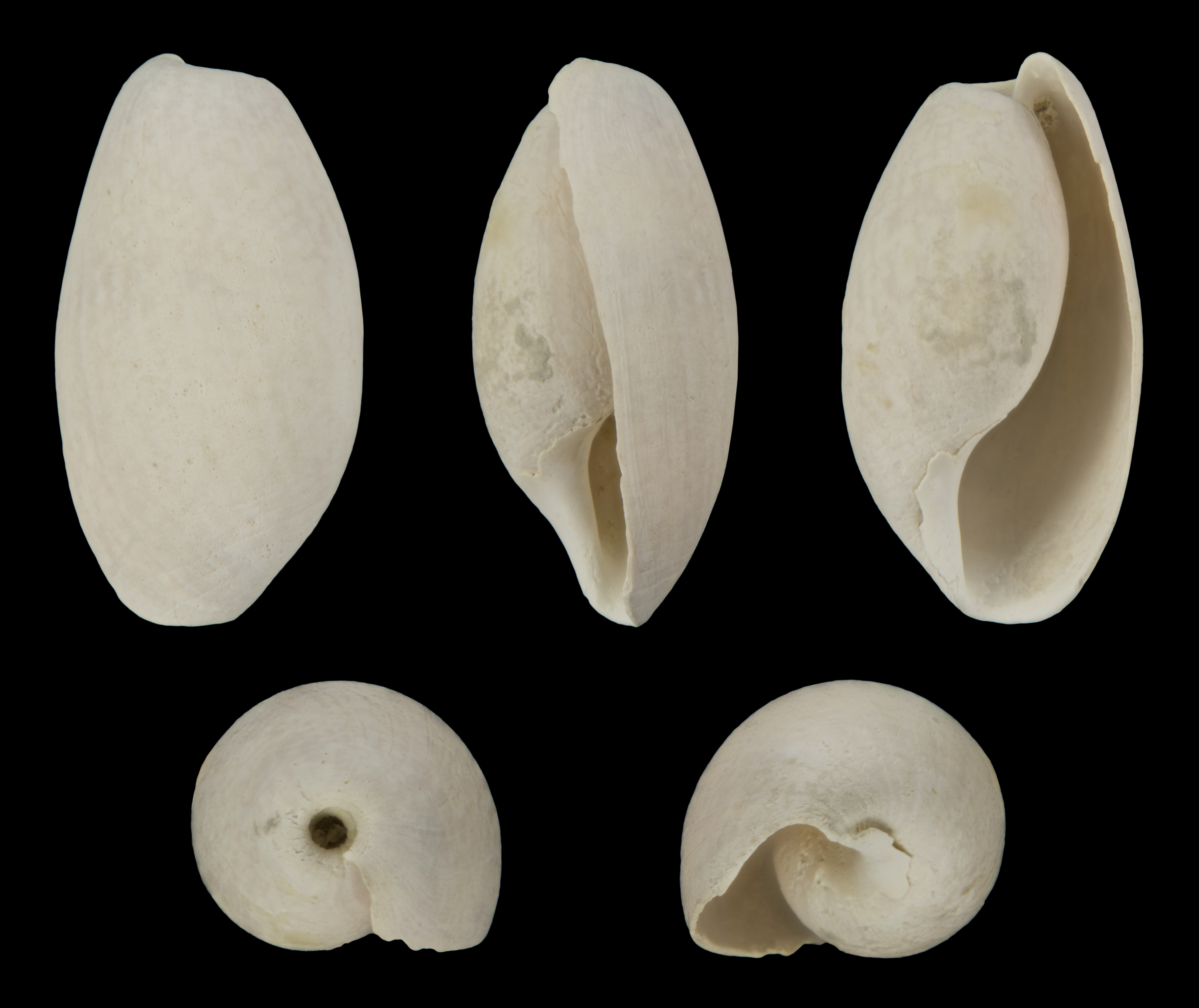
Fossiel (Plioceen)